# Sýc rousný
Sýc rousný (Aegolius funereus) je druh sovy z čeledi puštíkovitých. Má rozsáhlý areál rozšíření, rozprostírající se v pásmu tajgy v Severní Americe, Evropě i Asii, a izolovaně i jižněji. Typický biotop pro něj představují rozlehlé staré jehličnaté lesy, ale místy žije i ve smíšených a listnatých porostech, kde vždy vyžaduje přítomnost doupných stromů nebo aspoň vhodných hnízdních budek.
Velikostně jde o sovu přibližně srovnatelnou se sýčkem obecným. Zbarvena je nenápadně, svrchu hnědě se světlým skvrněním a zespodu bělavě s rozpitými hnědými skvrnami. Nejvýraznější je u ní světlý, tmavě ohraničený závoj, který jí v kombinaci s velkýma žlutýma očima propůjčuje jakoby udivený výraz. Sýc rousný je aktivní až na výjimky výhradně v noci, kdy loví hlodavce a další drobné savce; pravidelně, ale nikterak často ukořisťuje také menší ptáky, a to zejména v obdobích, kdy se potýká se sníženou dostupností primární kořisti. Jako hnízdo využívá opuštěné dutiny vytesané datlem černým a žlunou nebo vhodné hnízdní budky, do kterých snáší 3–6 bílých vajec. Na zahřívání vajec, jakož i na krmení malých mláďat se podílí výhradně samice, která v této době zůstává na hnízdě prakticky nepřetržitě, a je tudíž odkázána na donášku potravy ze strany samce. Mláďata hnízdo opouští po 30–32 dnech jako ještě ne zcela vzletná a několik dalších týdnů jsou rodiči krmena mimo něj. Významné predátory sýce rousného v celé Evropě představují kuny, které stojí za signifikantní částí ztrát na hnízdech a patrně i na vylétaných mláďatech.
Mezinárodní svaz ochrany přírody hodnotí sýce rousného s odkazem na rozlehlý areál rozšíření jako málo dotčený druh. V Česku se tato pravidelně, ale nijak početně hnízdící sova stačila od 60. let 20. století rozšířit z pohraničních horstev také do řady níže položených oblastí, a to hlavně na území jižních a jihozápadních Čech a Českomoravské vrchoviny. Dle Zákona o ochraně přírody a krajiny je sýc rousný přesto uveden na seznamu zvláště chráněných druhů ptáků v kategorii silně ohrožených taxonů a požívá proto zvýšené právní ochrany.

## Systematika
Druh prvně formálně popsal švédský přírodovědec Carl Linnaeus v roce 1758 v 10. vydání svého díla Systema Naturae pod názvem Strix funerea. Rod Aegolius, do kterého je sýc rousný aktuálně řazen společně s dalšími 4 druhy, byl popsán německým přírodovědcem J. J. Kaupem v roce 1829. Rodové jméno, Aegolius, je latinským označením pro sovu, vycházející ze starořeckého aigōlios, které lze přeložit jako „pták zlého znamení“. Druhové jméno, funereus, pak vychází z latiny a znamená „pohřební“ s odkazem na neblahou pověst sov, jejichž volání i samotnou přítomnost řada evropských kultur spojovala s neštěstím či přímo smrtí.

### Poddruhy
Rozlišuje se 7 poddruhů sýce rousného:
- A. f. richardsoni (Bonaparte, 1838) – Aljaška, severní Kanada a sever USA
- A. f. funereus (Linnaeus, 1758) – severní, střední a jihovýchodní Evropa po pohoří Ural
- A. f. magnus (Buturlin, 1907) – severovýchodní Sibiř
- A. f. sibiricus (Buturlin, 1910) – jihovýchodní Sibiř, severovýchodní Čína
- A. f. pallens (Schalow, 1908) – západní a jižní Sibiř
- A. f. caucasicus (Buturlin, 1907) – severní Kavkaz
- A. f. beickianus Stresemann, 1928 – severozápadní Indie, jihozápadní Čína

Zeměpisná proměnlivost je klinální, projevující se větší velikostí, světlejším a šedším zbarvením a rozsáhlejším bílým skvrněním směrem od západu k východu.

## Popis

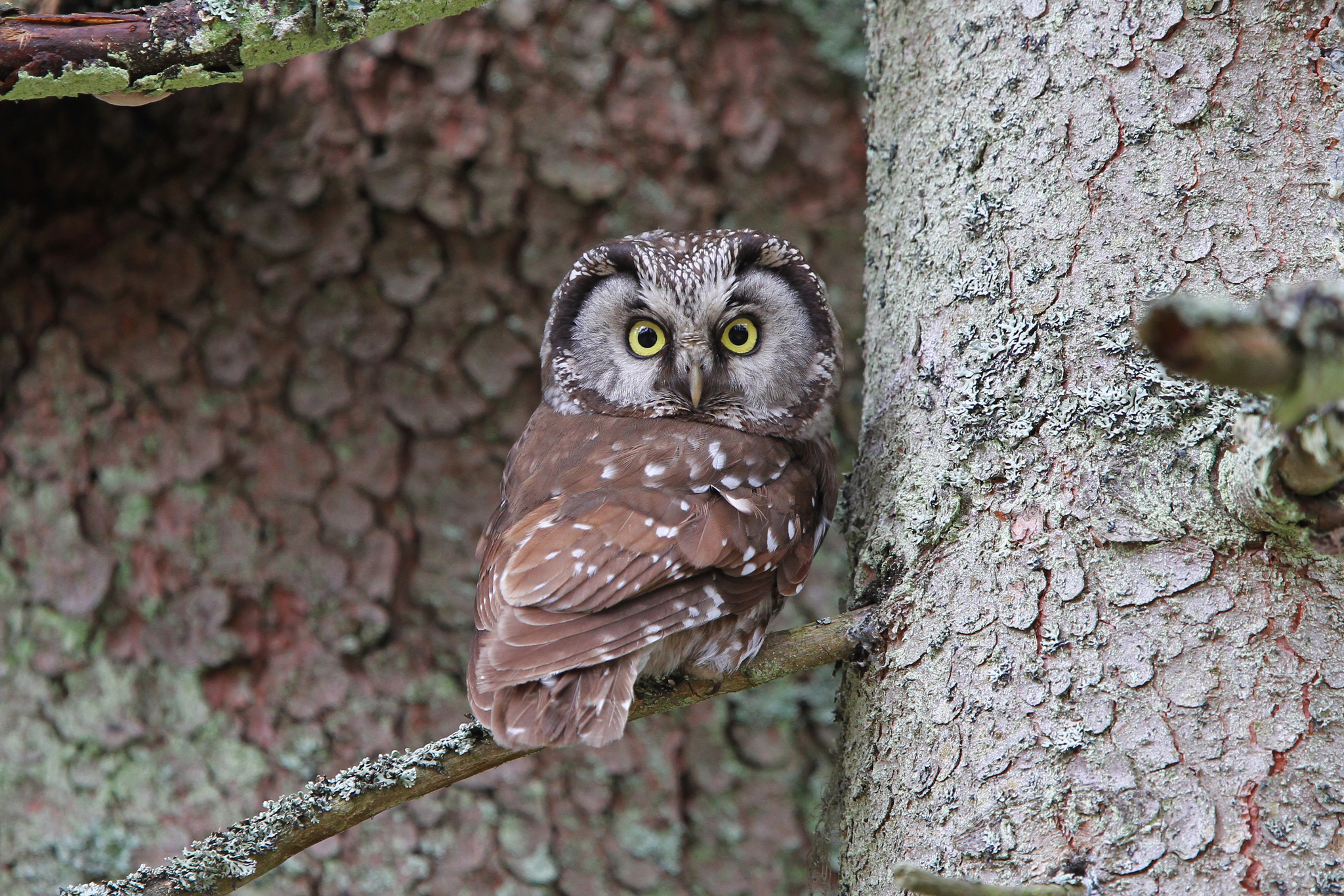
Sýc rousný při pohledu zezadu v typickém prostředí, kde dobře vyniká maskovací funkce opeření

Malá sova, přibližně velikosti sýčka obecného, s široce zakulacenou a shora plochou hlavou bez „oušek“, výrazným závojem, krátkým ocasem, poměrně dlouhými na konci zakulacenými křídly a hustě opeřenými pařáty včetně prstů. Dospělý samec se od samice v průběhu hnízdního období odlišuje dosti výrazným pohlavním dimorfismem, který se projevuje o 40–60 % nižší hmotností; zatímco samci váží mezi 90–113 (v průměru 101,4) g, u samic je to 126–194 (v průměru 166,8) g. Takto velký váhový rozdíl v energeticky nejnáročnějším období roku bývá vysvětlován tzv. hypotézou hladovění, která souvisí s tím, že sýc rousný začíná hnízdit velice brzy, a je proto nutné, aby samice při zahřívání vajec na hnízdě byly schopny přečkat období s nepříznivými povětrnostními podmínkami a související sníženou dostupností potravy. V mimohnízdním období je váhový rozdíl mezi oběma pohlavími nesrovnatelně menší, přibližně 5%. Délka těla dosahuje 23–26 cm a rozpětí křídel 55–62 cm. Ocas je dlouhý 7,5–11,4 cm.
Svrchní strana těla je zbarvena šedohnědě až tmavě zemitě hnědě s drobným bílým tečkováním na čele a temeni a větším bílým skvrněním na hřbetu, křídlech a ocasu, spodina je bělavá, rozpitě hnědě skvrnitá. Závoj zepředu na hlavě je světlý až bělavý, po stranách černě ohraničený s tmavší oblastí v okolí zobáku, a v kombinaci s velkýma kulatýma očima sýcovi propůjčuje jakoby „udivený“ výraz. Obě pohlaví jsou zbarvena podobně, mladí ptáci jsou převážně čokoládově hnědí. Duhovky dospělých ptáků jsou zářivě světle žluté, u mláďat zpočátku žlutavě šedé, ale ještě před opuštěním hnízda se zabarvují do žluta. Zobák s ozobím je světle žlutý, nohy a prsty bíle opeřené, drápy černé.

### Záměna
Ve středoevropských podmínkách hrozí fyzická záměna zejména s jinou sovou kulíškem nejmenším, obývající podobný biotop. Oproti sýcovi jde nicméně o poznání menšího ptáka dosahujícího sotva velikosti špačka, který má rovněž úměrně menší hlavu s jakoby „zamračeným“ (nikoliv „udiveným“) výrazem tváře. Kulíšek se od sýce liší i stylem letu, který není přímý, ale vlnitý.

## Rozšíření a stanoviště
Sýc rousný má holarktický typ rozšíření s areálem rozprostírajícím se v pásmu tajgy v Severní Americe, Evropě a Asii, a izolovaně i jižněji. Tyto jižněji žijící populace jsou patrně aspoň částečně glaciálními relikty (platí pravděpodobně pro Asii, Kavkaz, Krym a Balkán; oproti tomu populace ze střední Evropy představují zřejmě relikty z některých období poledových). Areál rozšíření sahá od severní Skandinávie jižně po Španělsko, Francii a Itálii (Pyreneje a Alpy) a východně přes Eurasii a Rusko až po severovýchodní Sibiř a Kamčatku. Jižní hranice výskytu v Eurasii prochází Řeckem, Běloruskem, severním Tureckem, Kavkazem, severním Kazachstánem, Mongolskem a centrální Čínou. Jde o stálý či potulný, u severských populací možná až částečně tažný druh (zatímco samci jsou spíše stálí a na hnízdištích setrvávají celoročně, samice a mladí ptáci se mohou toulat až stovky kilometrů daleko).
Sýc rousný žije hlavně v rozlehlých vzrostlých jehličnatých (smrkových a jedlových) lesích, ale místy obývá i čistě listnaté (březové, bukové, dubové) porosty a dokonce imisní holiny s jednotlivými doupnými stromy nebo aspoň vhodnými hnízdními budkami. Obecně dává přednost poměrně hustým porostům vyznačujícím se vysokým podílem starých stromů s hustými zapojenými korunami a množstvím padlého tlejícího dřeva, prokládaným světlinami. Na území Německa vystupuje do 1200 m, v Alpách zhruba do 2000 m a například v severoamerických Skalnatých horách až do přibližně 3000 m n. m.

### Výskyt v Česku
Přestože je hnízdění této sovy z území Česka prokazatelně známo již z 19. století, až do 60. let 20. století zde sýc rousný platil za pravidelně, avšak vzácně hnízdící sovu omezenou vesměs na pohraniční horstva. Během 70. a 80. let začalo pronikání druhu do nižších poloh, které se nejvýznamněji projevilo na území jižních a jihozápadních Čech a na Českomoravské vrchovině. Postupně přibývaly případy hnízdění i v natolik netypických prostředích, jako je smíšený les s borovicemi, duby, habry, břízami a modříny na Znojemsku či třešňová alej v polích nacházející se přibližně 200 m daleko od lesa na Strakonicku. Obsazenost kvadrátů v Česku mezi lety 1973–1977 a 1985–1989 vzrostla z 10 na 20 %, ačkoliv se předpokládá, že uvedený nárůst nesouvisí pouze s šířením sýcem rousného do nižších nadmořských výšek, ale rovněž se zvýšenou aktivitou a zkušeností ornitologů zapojených do sčítání. Dalšímu šíření druhu do poloh pod 800 m n. m. už mnohde účinně zamezuje predační tlak ze strany větší sovy puštíka obecného.
V jižních Čechách sýc rousný hnízdí nejpočetněji ve výšce 700–1000 m (zdokumentováno je však rozpětí od 380 až do 1350 m), v Moravskoslezských Beskydech v 900–1160 m a v Krkonoších mezi 500–1360 m n. m.

## Biologie a ekologie

### Chování

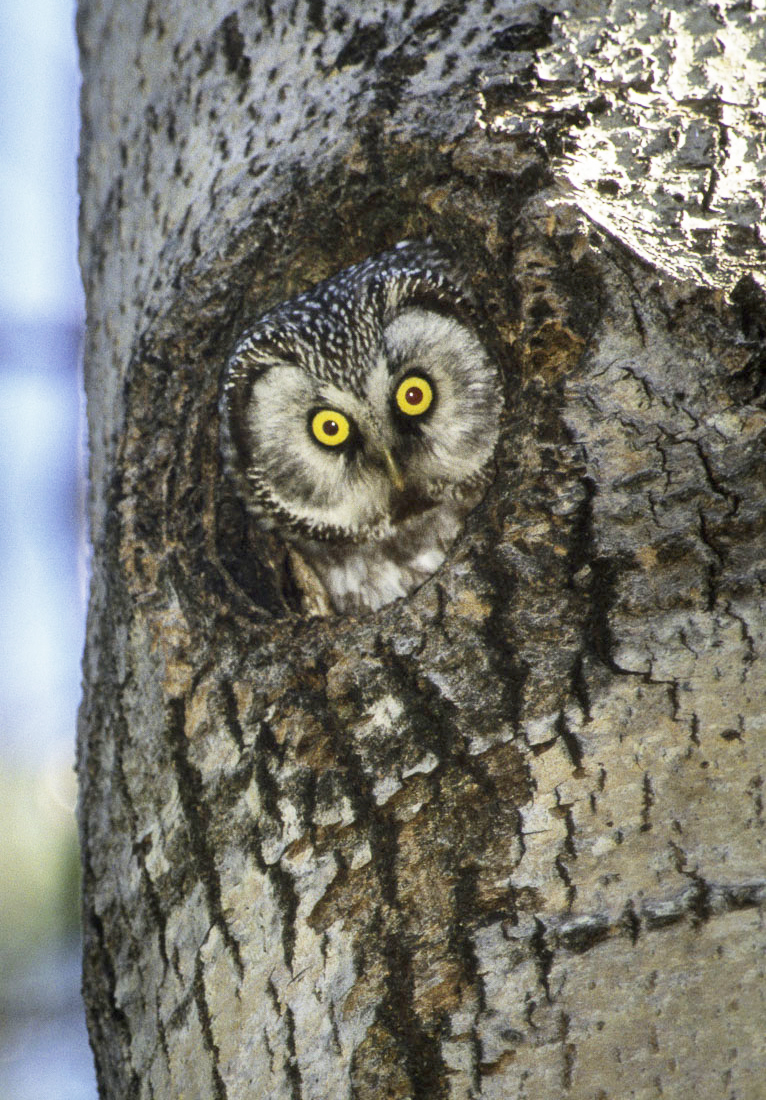
Dospělý pták vyhlížející z hnízdní dutiny

Sýc rousný je sova s převážně noční aktivitou, jež se v průběhu hnízdního období může protáhnout do časných ranních hodin. Cirkadiánní rytmus druhu ve středoevropských podmínkách, vyhodnocený na základě frekvence dodávek kořisti na hnízdo, je dvoufázový, s vrcholy aktivity během pozdní fáze soumraku (20:00–22:00) a časné fáze rozbřesku (2:00–5:00), a s obdobím minimální aktivity kolem půlnoci (22:00–2:00) a během dne. V podmínkách severní Evropy, kde jsou noci kratší, má pak rytmus pouze jeden výrazný vrchol aktivity, a to mezi 23:00–3:00 nebo 22:00–4:00. Den sýc tráví obvykle ve skrytu na větvi stromu těsně u kmene (dutiny jako denní úkryt nevyužívá, a to ani v zimě). Létá tiše a poměrně přímo s řadami rychlých rázů křídel střídanými krátkým plachtěním.
Ozývá se po většinu roku, a to docela hlasitě. Nejčastěji slyšitelný hlas je jakoby veverčí „čiak“ s důrazem na druhou slabiku. V toku houká pronikavou kolísající řadou (obvykle 5–8) tónů „pupupupupu“ nebo „dududududu“, připomínající volání dudka chocholatého. Houkání sýce je možné slyšet na vzdálenost 700 m a za dobrých povětrnostních podmínek až 3 km daleko.
Houkající samci v období toku jsou někdy poměrně krotcí a nechají člověka přiblížit se i na vzdálenost několika málo metrů (zdokumentovány jsou dokonce případy, kdy samec nepřestal houkat ani po přímém ozáření svítilnou ve tmě nebo po odchycení a umístění do plátěného pytle pro účely kroužkování). Podobně krotké mohou být i samice na hnízdě, které někdy opouští až poté, co se k němu člověk přiblíží na těsnou vzdálenost, nebo na snůšce setrvávají i ve chvíli, kdy narušitel vnikne přímo do hnízdní dutiny - v takovýchto případech se však obvykle již chovají značně agresivně.

### Rozmnožování
Hnízdění probíhá typicky monogamně, ale nezřídka se objevuje též polyandrie a polygynie. Párový svazek není trvalý a v případě ztráty první snůšky hned zkraje hnízdní sezóny samice někdy stačí obměnit partnera ještě v témže roce. Samci se na hnízdních okrscích zdržují trvale po celý rok (často řadu let po sobě), zatímco samice se k nim připojují pouze pro účely rozmnožování a nejpozději na konci sezóny je opouštějí.
Samci se v období rozmnožování chovají teritoriálně, avšak často hájí poměrně malé okrsky (zabírající i méně než 1 km²), což na vhodných lokalitách může vést k tokání vícero samců ze sousedních teritorií jen několik set nebo i méně metrů od sebe bez agresivních projevů. Ve středoevropských podmínkách lze samčí volání někdy slyšet již od ledna, ale nejčastěji se tak děje od února do dubna (začátek může odsunout dlouho ležící vysoká sněhová pokrývka a nízká fronta doprovázená špatným počasím). Hlasová aktivita samců začíná typicky ještě za světla s tím, že se v čase postupně prodlužuje délka přednášených slok, celé houkání zrychluje a je přednášeno s kratšími mezerami mezi slokami, přičemž vrcholu obvykle dosahuje kolem 21. hodiny. Volání je možné slyšet po celou noc, a to zvláště za bezvětří nebo jen slabého větru, v době bez srážek a při teplotě vyšší než –10 °C; naopak za silného větru sýc obvykle nehouká. Po spárování hlasová aktivita samců rapidně klesá (u některých rychle spárovaných jedinců se tak může stát po jediném dni či několika málo dnech od začátku houkání) a po zasednutí samice na vejcích samci utichají; od května do července se proto už ozývají obvykle jen nespárovaní samci, kteří naopak často houkají intenzivně po celou noc.

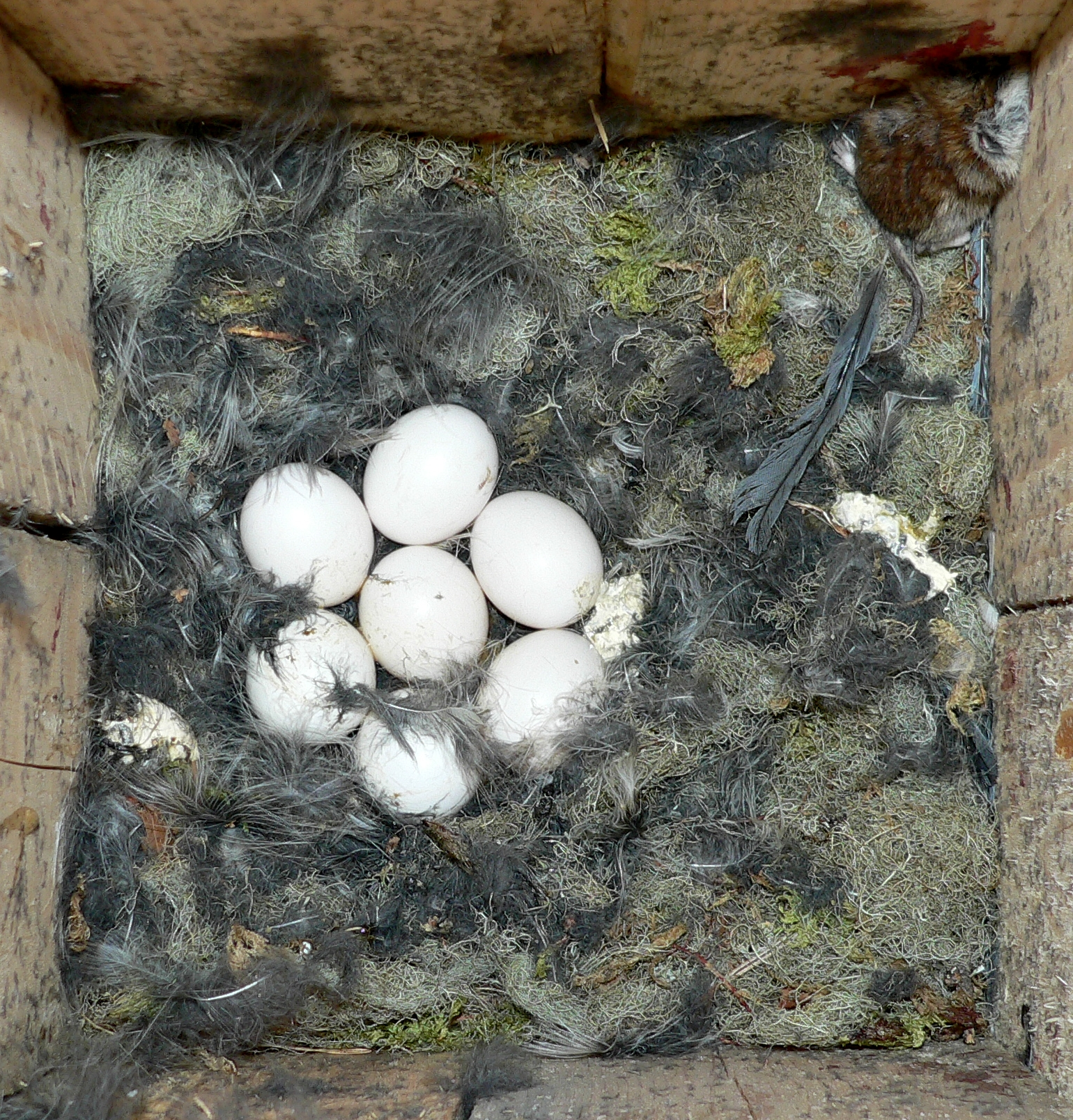
Hnízdo se snůškou a zbytky kořisti v hnízdní budce

Hnízdo se nachází v dutině stromu, typicky vytesané datlem černým nebo žlunou, případně ve vhodné hnízdní budce. Umístěno může být ve stromě uvnitř souvislého lesního porostu, jakož i v aleji u silnice či ve vzdálenosti 100 m od kraje lesa. Většinou se nachází ve výšce 7–14 m, ale zdokumentovány jsou též případy úspěšného vyvedení potomstva z budky umístěné 2,5 m vysoko nebo z dutin stromů nacházejících se pouze 1–2 m nad zemí. Vletový otvor dutiny musí mít průměr aspoň 5,4 cm, aby se jím sýc protáhl. Potenciální místa k hnízdění začíná samec vyhledávat ještě v průběhu zimy a konkrétní vybranou dutinu pak pravidelně navštěvuje, nosí do ní potravu a během toku ji předvádí samici. K páření dochází ve větvích stromů poblíž dutiny a bývá doprovázeno hlasitým křikem. Samotná stavba hnízda neprobíhá; samice snůšku umisťuje přímo na dno dutiny nebo na vrstvu nanosené kořisti.
Sýc rousný hnízdí typicky jednou do roka, avšak v letech s vysokou potravní nabídkou může zahnízdit dvakrát. Kladení vajec začíná několik (obvykle 5–6) dnů po obsazení hnízdní dutiny samicí a probíhá ve dvoudenních intervalech. V Česku snůška začíná nejčastěji v průběhu první dubnové dekády (mezi 31. březnem a 9. dubnem) a čítá typicky 3–6 čistě bílých, slabě lesklých vajec o průměrných rozměrech 32,6 × 26,6 mm a hmotnosti 11,7 g; početnější snůšky (až o 11 vejcích) v jednom hnízdě mohou pocházet od dvou samic. Inkubace vajec začíná po snesení prvního z nich a trvá 28–29 dnů, přičemž je zajišťována výhradně samicí, kterou samec v průběhu celého období zásobuje potravou. Tu partnerce předává buď přímo uvnitř dutiny, nebo u jejího vchodu. Samice tráví v průběhu inkubace na hnízdě prakticky všechen čas a pokud už jej opouští, děje se tak většinou jen na krátkou dobu (5–10 minut). Mláďata se líhnou asynchronně v závislosti na tom, z kolikátého sneseného vejce pochází, a je mezi nimi tudíž patrný velikostní rozdíl. V době vylíhnutí váží zhruba 8 g a jsou zcela slepá. Během prvního týdne jejich průměrná hmotnost vzroste přibližně pětinásobně a od 10. dne se jim začínají otevírat oči. Čistě bílý prachový šat, kterým disponují od vylíhnutí, se asi od čtvrtého dne začíná přebarvovat a opticky tmavnout a od 7. až 8. dne je nahrazen poloprachovým opeřením, které od 14. do 16. dne pokrývá už celé tělo. Poloprachový šat je kávově hnědý, na spodině těla o něco světlejší, s bílým kropením na křídlech a ocase. Od 20. dne je na hlavě mladých ptáků možné pozorovat formující se závoj, který se u sýců vyznačuje nápadnou bílou kresbou ve tvaru písmene X v okolí zobáku a obočí.

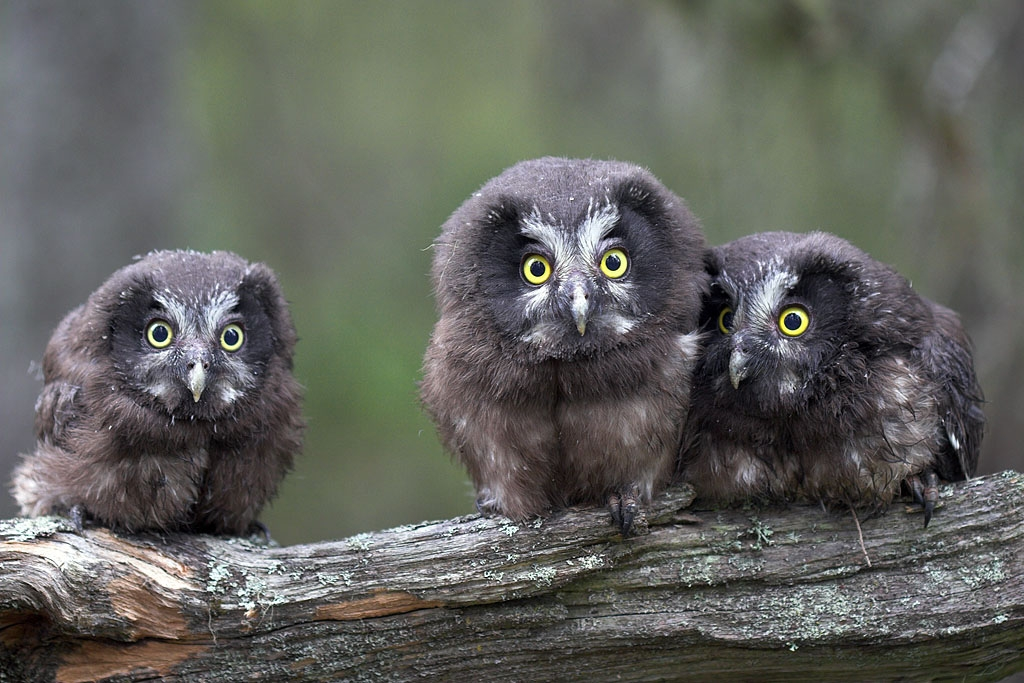
Mláďata sýce rousného v typickém hnědém šatě se světlou kresbou v obličeji ve tvaru písmene X

Samice prvních několik dnů od vylíhnutí hnízdo prakticky neopouští a zajišťuje veškeré krmení potomstva prostřednictvím potravy přinášené samcem. Mláďata zahřívá přibližně do stáří 20 (15–23) dnů nejstaršího z nich a když už to přestane být nutné, začíná sama lovit, díky čemuž vzrůstá její podíl na přinášené kořisti. Prostor hnízdní dutiny dospělí ptáci nijak nečistí, takže mláďata sedí na postupně se zvětšující vrstvě vývržků, trusu a zbytků potravy. V případě jejího déletrvajícího nedostatku na hnízdě pravidelně dochází k tomu, že starší mláďata zabijí a pozřou své nejmladší sourozence (kainismus); k zabití a/nebo pozření nejmladších mláďat se za zhoršené potravní dostupnosti může uchýlit rovněž samice (kronismus). Od přibližně 27. dne mladí ptáci sedávají ve vletovém otvoru a ve stáří zhruba 30–32 dnů hnízdo opouští jako ještě ne zcela vzletná, což obvykle vede k tomu, že přistávají rovnou na zemi a ukrývají se v okolní vegetaci nebo se snaží vyšplhat na větve keřů a stromů za pomoci pařátů a zobáku. Rodiče je krmí ještě dalších zhruba 4–6 týdnů a následně hnízdní okrsek opouští. Pohnízdní disperze mladých sýců může být výrazná; ve Finsku se mladé samice usazovaly v průměru 88 km a nejdále 640 km od místa vylíhnutí, zatímco mladí samci průměrně 21 km a nejdále 80 km od místa vylíhnutí. Pohlavní dospělost nastává již kolem 9. měsíce života.

### Úspěšnost hnízdění, mortalita a dožití
Na celkovou hnízdní úspěšnost sýce rousného má největší vliv dostupnost potravy a predace. Studie potvrzují pozitivní korelaci mezi velikostí snůšky a dostupností hlodavců v době snášení vajec, přičemž v letech se zvýšenou dostupností hlodavců jsou snůšky sýce rousného početnější a vyšší je též počet vyvedených mláďat. Současně nicméně platí, že mláďata z početnějších snůšek mají tendenci dosahovat v době opuštění hnízda nižší hmotnosti než je tomu u mláďat ze snůšek menších, což naznačuje, že fenotypová kvalita potomstva z početnějších snůšek, a tedy i jeho pozdější míra přežití, může být nižší.

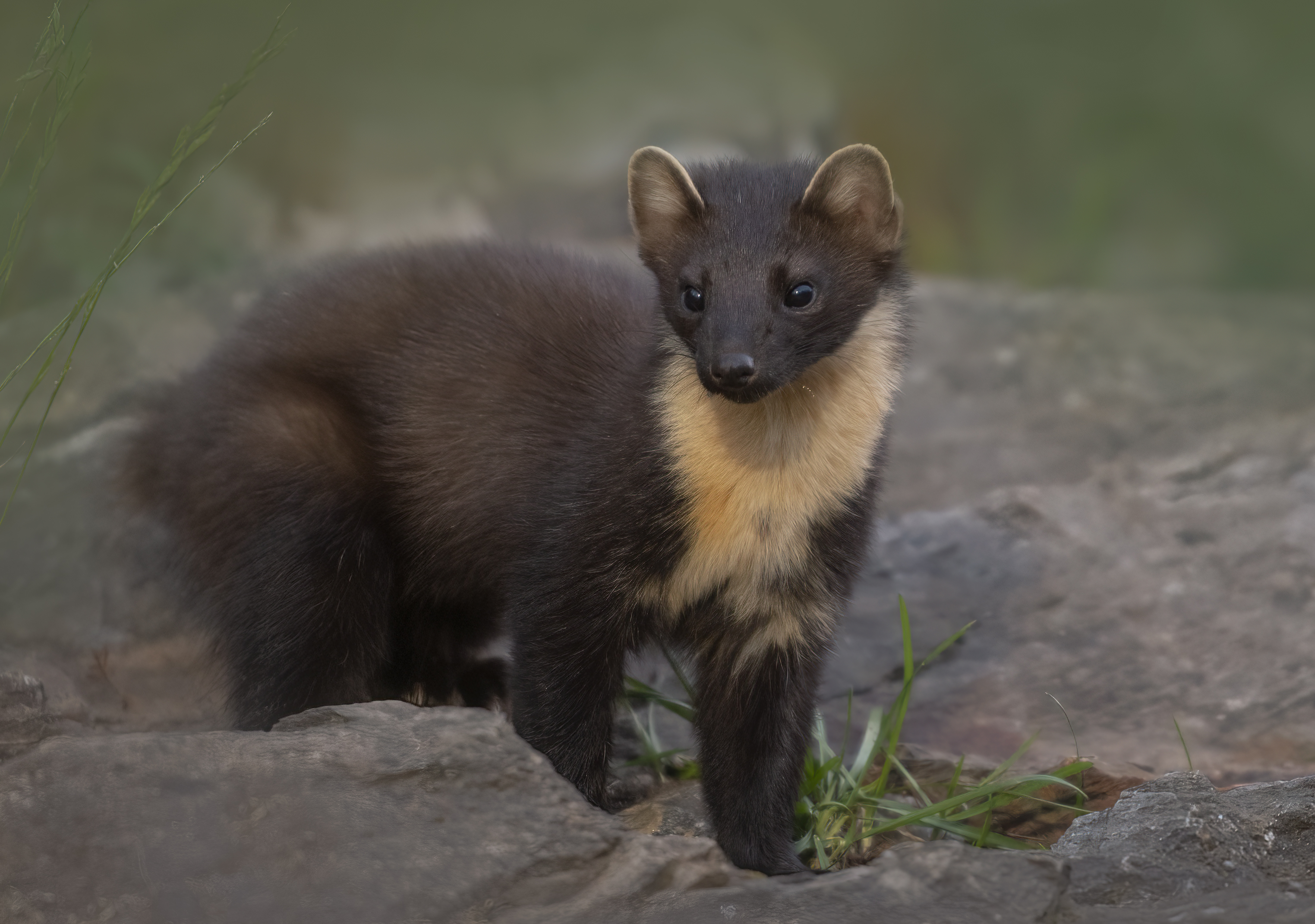
Kuny patří mezi nejčastější predátory hnízd sýce rousného; zde na snímku kuna lesní

Ze 124 začatých hnízdění na území Česka bylo kompletně zmařeno 28,2 % z nich. Zničeno nebo nevylíhlých zůstalo minimálně 24,1 % snesených vajec a 20 % vylíhnutých mláďat zahynulo nebo bylo usmrceno. 35 hnízd bylo zničeno z následujících příčin: rozbitá snůška, ve všech případech patrně kunou lesní (16), opuštění hnízda samicí (5), zabití mláďat kunou lesní (3), zaplavení hnízdní dutiny vodou (3), poražení hnízdního stromu (3), neznámá příčina (3), zabití samice kunou lesní (1), kronismus (1). Celkové ztráty ve fázi vajec byly častější než ve fázi mláďat, za což mohla vysoká míra predace ze strany kun (Martes sp.), které ve středoevropských podmínkách představují nejvýznamnějšího predátora hnízd sýce rousného. V Česku kuny stály za zmařením 15,3 % hnízdění (z celkových 124), přičemž 84,2 % se jich odehrálo právě ve fázi vajec. Ve Finsku naproti tomu kuny stály jen za 5,3 % zmařených hnízdění (z celkových 445), a o 50 % více jich způsobily až po vylíhnutí mláďat nežli před ním.
Jiná studie z území Česka uvádí, že z celkem 108 snesených vajec bylo 56,5 % vylíhlých mláďat, přičemž 9,3 % vajec bylo ještě před vylíhnutím opuštěno samicí, 14,8 % se nevylíhlo (kvůli neoplození nebo zastydnutí) a 19,8 % vajec bylo predováno (nejčastěji kunou). Z celkem 61 vylíhlých mláďat jich hnízdní dutinu opustilo 42,6 %; dalších 14,8 % zahynulo nebo bylo usmrceno sourozenci, popř. samicí, a 42,6 % bylo predováno.
Průběh hnízdění sýce rousného mohou dále ohrozit parazité (např. Trypanosoma avium) a zdokumentována je též predace veverkou obecnou nebo zazdění a následný úhyn uvnitř sedící samice a mláďat brhlíkem lesním, který vchod do dutiny původně vytesané datlem a následně obsazené párem sýce rousného zmenšil hlínou smíchanou se slinami natolik, aby se jím protáhl on sám, čímž podstatně větší soví samici a její potomstvo nacházející se uvnitř trvale uvěznil.
Mortalita ptáků v prvním roce života je vysoká a pohybuje se okolo 80 %, přičemž se předpokládá, že za velkou částí ztrát může predace. Vedle již zmíněných kun byl sýc rousný v rámci celé Evropy prokazatelně zdokumentován jako kořist 6 dalších druhů sov a 6 druhů dravců, z nichž pro něj představují největší nebezpečí výr velký a jestřáb lesní. Za významného predátora může zvláště v nižších polohách a na místech s vysokou hnízdní hustotou této sovy platit také puštík obecný. Průměrný věk sýců rousných v Evropě je odhadován na 3,5 let. Nejvyšší známý věk kroužkovaného ptáka přesahuje 15 let a 11 měsíců.

### Potrava

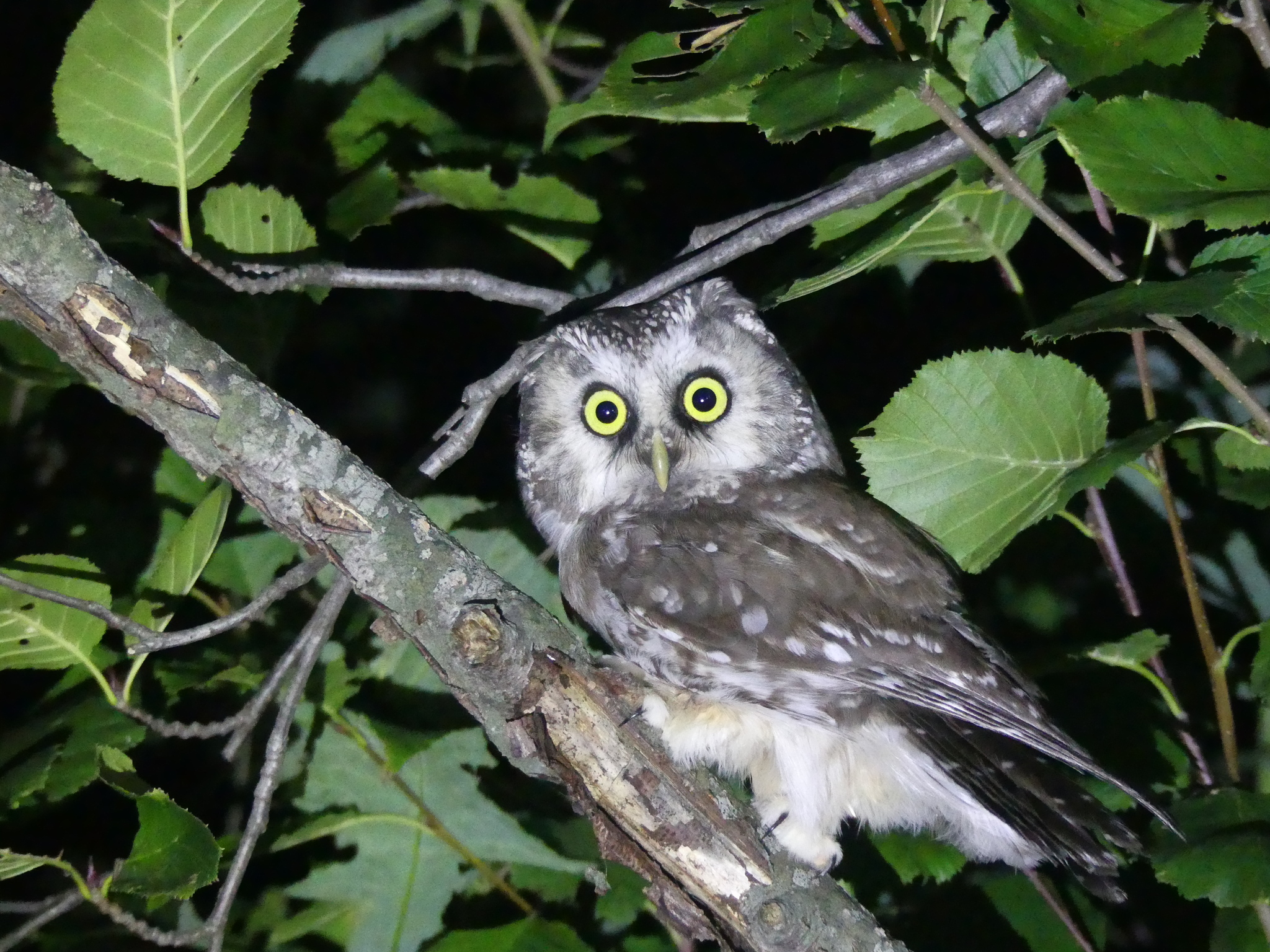
Sýc rousný v noci ozářený svítilnou

Potrava sýce rousného je výhradně živočišná, tvořena dominantně malými savci o hmotnosti do 50 g (hraboši a jinými hlodavci) a příležitostně též ptáky, hmyzem a většími savci o hmotnosti přes 100 g. Zastoupení jiných skupin živočichů nežli drobných zemních savců v potravě je častější v letech s minimální populační hustotou (a tedy i dostupností) hlodavců. Řada potravinových území z Česka, ale například i Finska nebo Švédska, ukazuje mezi lovenými taxony dominantní podíl hraboše mokřadního, který někde představuje až 73 % kořisti. Vedle drobných hlodavců se ze savců v potravě pravidelně objevují rejskovití; řídce zaznamenáváni jsou též plchovití, netopýři a další malí savci, včetně krtka obecného nebo mladého králíka. Z ptáků se většina kořisti velikostně pohybuje v rozpětí od nejmenších králíčků po sýkory, ale dokáže udolat i drozdovité nebo strakapouda velkého.
Jedna z nejkomplexnějších potravinových studií na území Česka byla realizována v Jizerských horách a Krkonoších v letech 1992–1996. Metodou analýzy vývržků v rámci ní bylo nashromážděno 9719 položek kořisti, náležících k nejméně 60 taxonům. Z toho se v 18 případech jednalo o savce představující dohromady 96,5 % kořisti, v 40 případech o ptáky (s 3,4% podílem) a ve 2 případech o hmyz (podíl 0,1 %).
Z 5323 kusů kořisti identifikovaných na hnízdech v 11 různých oblastech v rámci celého Československa mezi lety 1977–1989 tvořili naprostou většinu kořisti z pohledu početního (93,8 %) i při zohlednění biomasy (90,3 %) zástupci těchto 10 taxonů: hraboš mokřadní, rejsek obecný, hraboš polní, myšice lesní, myšice křovinná, norník rudý, plšík lískový, hrabošík podzemní, rejsek malý a myšivka horská. Hmotnost ukořistěných savců se zde nejčastěji pohybovala mezi 20 a 30 g.
Na území CHKO Žďárské vrchy bylo analýzou pohnízdních zbytků kořisti obsahujících kosterní pozůstatky zjištěno 1043 kusů položek, z toho 96,55 % hlodavců a 3,45 % ptáků. Nejvýznamnější kořistí byli hraboši rodu Microtus, přičemž hraboš polní (27,5 %) zde převažoval nad hrabošem mokřadním (24,5 %). Poměrně výrazně byli v potravě zastoupeni také rejsek obecný (15,1 %) a norník rudý (13,8 %); oproti jiným potravním studiím sýce rousného z území Česka byl nápadně vyšší také podíl hryzce vodního (1,9 %).
Obdobná data pochází rovněž z potravinové studie z území západního Finska. Tam bylo za použití dvou metod, tj. identifikací kořisti nalezené uvnitř hnízdních dutin a rozborem vývržků a dalších zbytků potravy, nashromážděno dohromady 4366, resp. 12540 ks kořisti. Co do počtu mezi kořistí nalezenou na hnízdech jasně dominovali zástupci rodu Microtus (konkrétně hraboš mokřadní a hraboš polní; dohromady 43 %), následováni norníkem rudým (32 %), rejskovitými (15 %) a ptáky (5 %). Ve vývržcích a zbytcích potravy pak byli nejčastěji identifikováni rejskovití (33 %), hraboši rodu Microtus (27 %), norník rudý (24 %) a ptáci (12 %).

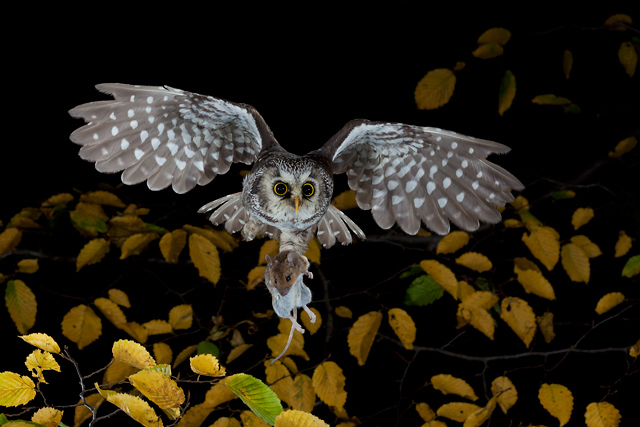
Sýc v letu s kořistí

V rámci potravinové studie realizované na Aljašce, kde mezi kořistí početně i z pohledu biomasy dominovalo 11 druhů drobných savců v čele s norníkem tajgovým a hrabošem hospodárným, byla průměrná hmotnost úlovku přinášeného mláďatům na hnízdo odhadnuta na 23 g a denní spotřeba potravy mláděte vyčíslena v průměru na 24,2 g (22–29,7 g), což odpovídá přibližně jednomu hlodavci na mládě a noc. Rodina sýců rousných o 5 mláďatech může touto optikou během svého 30denního pobytu na hnízdě spotřebovat přibližně 150 kusů hlodavců.
Denní spotřeba potravy dospělého ptáka dosahuje 50–60 g, což odpovídá přibližně 2–3 hlodavcům. V Krušných horách se proto odhaduje, že zdejší populace sýce čítající 80–100 ptáků dokáže početnost hraboše mokřadního, představujícího v některých biotopech až 41 % kořisti, během roku snížit zhruba o 25–45 tisíc jedinců.
Sýc rousný na kořist číhá obvykle z větve stromu, přičemž pomalu otáčí hlavou do stran ve snaze zaslechnout šustění či pískání hlodavce někde na zemi, čehož je prokazatelně schopen na vzdálenost 67 kroků. Po lokalizaci kořisti na ni útočí rychlým neslyšným výpadem a zmocňuje se jí rovnou do napřažených pařátů. Drobné hlodavce a rejsky často polyká vcelku; větší kořist začíná požírat od hlavy nebo přední části těla, což platí i v případě zkrmování potravy skladované na hnízdě. Nestravitelných částí typu srsti a kostí se zbavuje formou vývržků o velikosti přibližně 22 × 12 mm, které lze v největším množství nalézt na zemi pod místy denního úkrytu sýce.

## Ohrožení a ochrana

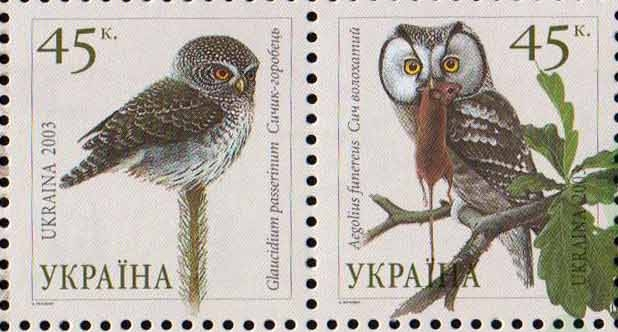
Sýc rousný (vpravo) na ukrajinské poštovní známce vedle kulíška nejmenšího

Mezinárodní svaz ochrany přírody (IUCN) hodnotí sýce rousného s odkazem na značně rozsáhlý areál rozšíření jako málo dotčený druh. V Evropě, která představuje přibližně 26 % globálního areálu rozšíření, je velikost populace této sovy odhadována na 94,6–232 tisíc párů. Dlouhodobé trendy v evropské populaci se vyhodnocují obtížně, avšak od počátku 90. let 20. století početnost druhu v některých (zvláště pak severo–)evropských zemích znatelně poklesla, což bývá přičítáno úbytku starých boreálních lesů v důsledku těžby dřeva. Nejnovější studie přesto naznačují, že ačkoli se velikost evropské populace v průběhu let mění, dá se z dlouhodobého hlediska považovat za stabilní, přičemž platí, že lokální rozšiřování či zmenšování areálu a nárůst či pokles populace mají tendenci se v čase vzájemně vyrovnávat. Severoamerická populace není dodnes natolik detailně prostudována jako ta evropská, ale nepředpokládá se u ní významně odlišný populační trend než u té v Evropě.
Na území Česka početnost této sovy na základě informací z celostátního sčítání v posledních dekádách mírně narůstá, což dokládá srovnání dat z let 1985–1989, odhadujících celkové stavy sýce rousného na 550–800 párů, a období let 2001–2003, kdy šlo již o 1500–2000 párů.
Sýc rousný je uveden v příloze I směrnice EU o ptácích, a je proto chráněn na evropské úrovni. Podle čl. 4 odst. 1 této směrnice musí členské státy vymezit lokality typu chráněných území soustavy Natura 2000, která jsou co do počtu a rozlohy nejvhodnější pro ochranu uvedených druhů. V Česku mezi ptačí oblasti, v nichž je sýc rousný předmětem ochrany, patří Jizerské hory, Krkonoše, Šumava a Třeboňsko. Sýc rousný v Česku současně podle § 56 odst. 1 a 2 zákona č. 114/1992 Sb., o ochraně přírody a krajiny, náleží mezi zvláště chráněné druhy ptáků v kategorii silně ohrožených.
Druh je možné podpořit vyvěšováním vhodných hnízdních budek, které se nejčastěji vyhotovují z dutých kmenů o vnitřním průměru 18–30 cm, výšce 30–50 cm a průměru vletového otvoru 9–11 cm. Důležité je při tom dbát na ochranu hnízdících ptáků a jejich potomstva před predátory, a to hlavně kunami – k tomu obvykle slouží umístění vyčnívající střechy na vrch budky a pobití přední stěny a poloviny ostatních stěn zinkovým plechem. Obdobnou ochranu lze použít i u přírodních stromových dutin, kdy se kmen stromu pod vletovým otvorem opatří v šířce aspoň 50 cm plechem nebo hladkým plastem, tedy materiály, které kunám znemožňují šplhání. Doporučuje se rovněž, aby se v okruhu minimálně 4–5 m od vletového otvoru do hnízdní budky nenacházely žádné další stromy ani silnější větve, které by kunám usnadnily vstup dovnitř.